# Branques del feix de His
Les branques de Tawara o branques del feix de His, són les dues branques en què es divideix el feix de His al ventricle del cor. Tenen un paper integral en el sistema de conducció elèctrica del cor mitjançant la transmissió de potencials d'acció cardíaca des del feix de His a les fibres de Purkinje.

## Estructura
Hi ha dues branques del feix de His: la branca esquerra del feix de His i la branca dreta del feix de His, totes dues situades al llarg del septe interventricular. La branca del feix esquerre es divideix encara més en els fascicles anteriors esquerres i els fascicles posteriors esquerres. Aquestes estructures donen lloc a una xarxa de filaments prims conegudes com a fibres de Purkinje. Tenen un paper integral en el sistema de conducció elèctrica del cor mitjançant la transmissió de potencials d'acció cardíaca a les fibres de Purkinje.

## Importància clínica
Quan una branca o fascicle es lesiona (per una malaltia cardíaca subjacent, un infart de miocardi o una cirurgia cardíaca), pot deixar de conduir els impulsos elèctrics de manera adequada, donant lloc a vies alterades per a la despolarització ventricular. Aquesta condició es coneix com a blocatges de branques del feix de His.
Les branques del feix van ser descrites per separat per Retzer i Braeunig ja el 1904, però la seva funció fisiològica va romandre poc clara i el seu paper en el sistema de conducció elèctrica del cor va romandre desconegut fins que Sunao Tawara va publicar la seva monografia sobre Das Reizleitungssystem des Säugetierherzens (anglès: The Conduction). Sistema del cor dels mamífers) el 1906. Tot i que la monografia de Tawara havia demostrat que les branques del feix de His poden transmetre potencials d'acció cardíaca als ventricles, la prova funcional de la seva observació no es va proporcionar fins al 1910, quan Hans Eppinger i Carl Julius Rothberger van demostrar que tallar ambdues branques per induir un blocatge de branques bilaterals dona lloc a un blocatge cardíac complet.